# La Barberia (Dosrius)
La Barberia és una masia de Dosrius (Maresme).

## Descripció
Edifici cantoner de planta rectangular, amb un petit pati posterior. Presenta una coberta de teula àrab de dues vessants, amb el carener perpendicular a la façana principal, i està distribuït en planta baixa i pis. La façana principal, orientada al sud-est, compta amb un portal d'accés d'arc rebaixat amb els brancals i la llinda bastits amb carreus de pedra, i dovella central. La resta d'obertures es corresponen amb finestres rectangulars emmarcades amb carreus de pedra i les llindes planes monolítiques. Les del pis superior tenen els ampits de pedra motllurats. Per contra, la façana lateral presenta un portal d'arc rebaixat que conserva una mostra dels carreus originals que l'emmarcaven, una petita finestra rectangular bastida amb quatre carreus i amb reixa de ferro i una senzilla finestra rectangular al pis. Aquesta façana està rematada amb una tortugada de teula. La construcció té els paraments arrebossats i emblanquinats, amb les cantoneres bastides en pedra.

## Història
La primera referència documental directa de la construcció apareix en un plànol cadastral dels termes de Dosrius i Canyamars elaborat l'any 1853. Segons les fonts orals, l'edifici era la seu de la barberia del poble. Durant la segona meitat del segle XX també s'hi va instal·lar el ferrer del poble, que tenia la ferreria al costat de la fàbrica de Manufactures Canyamars, al carrer del Pou del Glaç. D'aquests dos oficis se'n desprenen els topònims amb els que és coneguda la construcció. Fou objecte de diverses modificacions cap a la dècada dels anys 20 del segle XX. Posteriorment, cap als anys 80, la coberta també fou reformada. Finalment, les reformes dutes a terme l'any 1993 deixaren l'edifici amb l'aspecte que té en l'actualitat.